# Brussels ACV
Het Brussels ACV (Frans: CSC Bruxelles), formeel het Brussels Regionaal Comité van het ACV (frans: Comité Régional Bruxellois du CSC) is een syndicale interregionale organisatie in het Brussels Hoofdstedelijk Gewest die deel uitmaakt van het ACV.

## Historiek
Het eerste congres van het BRC vond plaats op 18 april 2013.

## Missie
Het Brussels ACV vertegenwoordigt de werknemersbelangen in de Economische en Sociale Raad van het Brussels Hoofdstedelijk Gewest (ESRBHG) en het Brussels Economisch en Sociaal Overlegcomité  (BESOC). Tevens is het vertegenwoordigd in het beheerscomités van  Actiris en Orbem.

## Structuur

### Bestuur
| Periode     | Voorzitter BRC        |
| ----------- | --------------------- |
| ...         |                       |
| 2005 - 2013 | Felipe Van Keirsbilck |
| ...         |                       |

### Nevenorganisaties
Parallel aan het Brussels ACV is er het Vlaams ACV (formeel: Vlaams Regionaal Comité, VRC) en de CSC wallonne. (formeel: Comité Regional Wallon, CRW) Daarnaast zijn er de CSC francophone (formeel: Comité communautaire francophone, CCF), samengesteld uit vertegenwoordigers uit de Franse Gemeenschap, en de CSC Ostbelgien voor de Duitstalige Gemeenschap.